# كوامي توماس
كوامي توماس (بالإنجليزية: Kwame Thomas)‏ هو لاعب كرة قدم بريطاني، ولد في 28 سبتمبر 1995 في نوتنغهام في المملكة المتحدة. شارك مع منتخب إنجلترا تحت 16 سنة لكرة القدم ومنتخب إنجلترا تحت 17 سنة لكرة القدم ومنتخب إنجلترا تحت 20 سنة لكرة القدم. أما مع النوادي، فقد لعب مع ديربي كاونتي ونادي بلاكبول ونوتس كاونتي.

## وصلات خارجية
- كوامي توماس على موقع قاعدة بيانات كرة القدم.إي يو (الإنجليزية)
- كوامي توماس على موقع Soccerbase.com (لاعب) (الإنجليزية)